# 阿尔萨戈塞普廖
阿尔萨戈塞普廖（義大利語：Arsago Seprio），是意大利瓦雷泽省的一个市镇。总面积10平方公里，人口4851人，人口密度485.1人/平方公里（2009年）。国家统计（ISTAT）代码为012005。